# Anthelis
Anthelis là một chi rêu trong họ Antheliaceae.